# Insuficiência venosa crónica cerebroespinal
Insuficiência venosa crônica cerebrospinal (CCSVI) Chronic cerebro-spinal venous insufficiency (em inglês).

## Classificações e recursos externos
As veias do pescoço, Veia jugular interna, veias vertebrais, veia cava superior, veia azygos pode estar estenosada ou tem uma válvula malformada que leva a CCSVI. As veias menores que fornecem circulação colateral são visíveis em pacientes com CCSVI na investigação por venografia CID-10 I87.8 MeSH D014689
Insuficiência venosa cérebro-espinhal crônica (CCSVI) é um termo usado para descrever o fluxo de sangue comprometido nas veias de drenagem do sistema nervoso central. Há a hipótese de desempenhar um papel na causa da esclerose múltipla (MS). [1] [2] Esta hipótese foi avançada por Paulo Zamboni em 2008. [3] [4] Uma intervenção endovascular para a síndrome tem sido tentativa de pesquisa, porém ainda é necessário determinar se os benefícios superam os riscos do procedimento. Apesar da empolgação de muitos médicos prometendo a cura da EM.
A hipótese e procedimento gerou otimismo entre as pessoas com Esclerose Múltipla (EM), mas recebeu o ceticismo da maioria da comunidade médica NEUROLÓGICA, enquanto os seus benefícios não foram comprovados. [5] [6] Em adição preocupação tem sido levantada com pesquisa Zamboni como não foi estudo duplo cego, nem controlada [5] e os estudos em 2010 tiveram resultados variáveis. [7] [8] Isso tem levantado sérias objeções à hipótese de CCSVI originários esclerose múltipla [9]. Esforços de investigação adicional investigando a CCSVI hipótese estão em andamento. Conteúdo:

## Consequências
Proposta conseqüências da síndrome CCSVI incluem hipoxia intracraniana, retardo de perfusão, drenagem reduzida de catabólitos, aumento da pressão transmural, [10] e depósitos de ferro em torno das veias cerebrais. [11] [12] A esclerose múltipla tem sido proposta como o principal resultado da CCSVI.

## Patofisiologia
Zamboni e seus colegas afirmaram que em pacientes diagnosticados com MS e CCSVI, o ázigos e as veias jugulares estenótica em cerca de 100% dos casos. Zamboni teorizou que os vasos sanguíneos malformado causar aumento da deposição de ferro no cérebro, que por sua vez, desencadeia a auto-imunidade e da degeneração da bainha do nervo mielina. [11] [13] Embora o artigo inicial sobre CCSVI alegou que anormal nos parâmetros da função venosa não foram vistos em outras pessoas saudáveis têm notado que este não é o caso. [13] No relatório da Zamboni nenhum dos participantes saudáveis preencheram os critérios para o diagnóstico de CCSVI enquanto todos os pacientes fizeram. [3] [13] Tais resultados extraordinários têm levantado suspeitas sobre um viés de espectro possível, que se origina em um teste de diagnóstico não sendo utilizado em condições clinicamente significativo [13].
Em 2010, estudos da relação entre CCSVI MS e tiveram resultados variáveis. [7] [8] A partir de setembro de 2010 "há um número crescente de estudos que levantam sérias dúvidas sobre sua validade (CCSVI)" [9], embora a evidência tem sido "a favor e contra a hipótese controversa". [14], foi acordado que é urgente realizar estudos epidemiológicos adequados para definir a possível relação entre CCSVI e MS, enquanto os dados existentes não suporta CCSVI como a causa da EM. [15] Se existe uma relação entre CCSVI e MS muito provavelmente, será um complexo [14].

### Malformações venosas
A maioria dos problemas venosos em pacientes com esclerose múltipla têm sido relatadas para ser troncular malformações venosas, incluindo estenose ázigos, válvulas defeituosas jugular e aneurismas na veia jugular. A veia inominada e veia cava superior foram também notificados para contribuir para CCSVI. [16] Um componente vascular em MS foram citados anteriormente. [17] [18]
```
Na sua forma actual, CCSVI não pode explicar alguns dos achados epidemiológicos em MS. Estes incluem os fatores de risco tais como Epstein-Barr, infecção ascendência parental, o dia do nascimento e localização geográfica. [9] [19] MS também é mais comum em mulheres, enquanto doenças venosas são mais comuns em homens. Patologia venosa é comumente associado à hipertensão, infartos, edema e isquemia transitória, e ocorrer mais freqüentemente com a idade, mas eles quase nunca são vistos em MS e que a doença é rara a aparecer depois dos 50 anos. Finalmente, uma resposta específica do órgão inmune não é visto em qualquer outro tipo de doença venosa [9].
```

### Depósitos de ferro
Deposição de ferro como causa de MS recebeu apoio quando existe uma relação entre a pressão venosa e da deposição de ferro em pacientes com esclerose múltipla foi encontrada em um estudo de neuroimagem e crítica, como outros pesquisadores encontraram níveis de ferritina normal no líquido cefalorraquidiano dos pacientes com EM. [15] [20] Além disso, deposição de ferro ocorre em diferentes doenças neurológicas como a doença de Alzheimer ou a doença de Parkinson que não estão associados com CCSVI. [3] [13] Relação entre CCSVI e deposição de ferro é insuficiente, e desregulação do metabolismo do ferro em MS é mais complexa do que simplesmente de ferro acumulação no tecido cerebral [21]. Genética
Um pequeno estudo genético olhou quinze pacientes do MS, que também teve CCSVI. Encontrou 234 variações de determinado número de cópia no foco humano leucocitario antígeno. Destes, GRB2, HSPA1L e HSPA1A foram encontrados para ser especificamente relacionados com o MS e angiogênese, TAF11 foi ligado a ambos os MS ea passagem da artéria, e HLA-DQA2 era sugestivo de ter uma implicação para a angiogênese como ele interage com CD4. [22]

### Diagnóstico Computação avançada doppler transcraniano
CCSVI foi encontrado primeiro ultra-som Doppler transcraniano especializada extracraniana e [3] [13] Cinco critérios ultra-sonografia da drenagem venosa têm sido propostos para as características da síndrome, apesar de ter dois deles é suficiente para o diagnóstico de CCSVI: [3] [13] [23]
- Refluxo na veia jugular interna e vertebral,
- Refluxo nas veias profundas cerebral,
- De alta resolução, provas de ultra-som modo B de estenose da veia jugular interna,
- Ausência de fluxo nas veias jugulares internas ou vertebral no ultra-som Doppler e
- Revertida controle postural das principais vias de saída venosa cerebral.

Ainda não está claro se a venografia por ressonância magnética, angiografia venosa, ou Doppler pode ser considerado como padrão-ouro para o diagnóstico de CCSVI [15]. Uso de flebografia por ressonância magnética para o diagnóstico de CCSVI em pacientes com EM, foi proposto por alguns pode ter valor limitado, e para ser usado somente em combinação com outras técnicas. [24] Outros têm declarado que a venografia por ressonância magnética tem vantagens sobre doppler vez que os resultados são mais do operador independente [8].
Provavelmente a flebografia por cateter (angiografia venosa) será o exame padrão ouro como aconteçe em outras doenças vasculares. Apesar de ser exame invasivo o risco de complicações é inferior à arteriografia.
Tratamento pela dilatação da veia estenosada por angioplastia em um paciente de esclerose múltipla é um procedimento símples do ponto de vista endovascular intervencionista e nem seria necessário a internação hospitalar para a realização dos procedimentos. Apesar da pressão no balão é relativamente baixa, estenose impede o balão de inflar no meio.
Balão de angioplastia e implante de stent têm sido propostos como uma opção de tratamento para CCSVI em MS. Como uma forma de tratamento, fora do ambiente de estudo, estes procedimentos não são recomendados atualmente mas começam a ser amplamente utilizados pela possiblidade de muitos benefícios nos pacientes com estenoses venosas. [1] O tratamento proposto foi denominado "processo de libertação". Essa eleição nome tem sido criticado por sugerir resultados irrealistas [9].
Angioplastia em um estudo preliminar por Zamboni melhora dos sintomas em MS [25]. Altas taxas de re-estenosante levou os autores do estudo Zamboni piloto de propor que o uso de stents pode ser um tratamento melhor do que balões de angioplastia [13], embora mais tarde eles afirmaram que stents não devem ser usadas. [26]
Mais estudos, porém, são necessários para determinar se os benefícios, se houver, do processo compensam seus riscos. [13] A comunidade neurológica e muitas organizações MS como a National Multiple Sclerosis Society dos EUA, não recomendamos o uso do tratamento proposto, até a sua eficácia é confirmada por estudos controlados, [5] [6] [13] [27] A Sociedade de Radiologia Intervencionista nos EUA e Canadá considera que a literatura sobre a eficácia da intervenção CCSVI é inconclusivo e apoiar as decisões feitas por pacientes, familiares e médicos para realizar a angioplastia em tais casos. [28] A Cardiovascular e Intervencionista da Sociedade Radiológica da Europa (CIRSE) posição é que os procedimentos para CCSVI não deve ser oferecido fora bem concebido ensaios clínicos como um dano pode ser causado [29].
Kuwait se tornou o primeiro país no mundo onde é explicitamente permitido pelas autoridades médicas e pagos pelo sistema público de saúde. [30] O procedimento está sendo realizado em privado em 40 países. [31] Ele não está disponível no Canadá a partir de setembro 2010 [31].
Embora o procedimento tenha sido relatada a ser, em geral, seguro para pacientes com esclerose múltipla, [32] [15]. Complicações graves, apesar de raras, relacionadas com a angioplastia e implante de stent incluem hemorragia intracraniana, a migração do stent no coração e trombose da veia jugular. [9] Dois casos com eventos adversos graves foram relatados na literatura científica, um óbito devido a uma hemorragia cerebral enquanto anticoagulante após uma inserção do stent, e uma migração de um stent para o ventrículo do coração [15] Alguns hospitais dos Estados Unidos proibiram o procedimento cirúrgico fora dos ensaios clínicos até que mais evidências para apoiar o seu uso está disponível. [6] [33]

## História Paulo Zamboni CCSVI descrito em 2008
patologia venosa tem sido associada com o MS para mais de um século. Patologista Georg Eduard Rindfleisch observou em 1863 que as lesões associadas à inflamação foram distribuídas ao redor das veias. [34] O termo "insuficiência venosa crônica cerebrospinal" foi cunhado em 2008 por Paulo Zamboni, que a descreveu em pacientes com esclerose múltipla. Segundo Zamboni, CCSVI teve uma alta sensibilidade e especificidade para diferenciar os indivíduos saudáveis daqueles com esclerose múltipla. [3] [13] Zamboni resultados foram criticados por seu estudo não era cego e que precisam ser verificados em novos estudos. [3] [13] A evidência mais detalhada de uma correlação entre o local eo tipo de malformações venosas analisados e relatados os sintomas da esclerose múltipla nos mesmos pacientes, foi publicado em 2010 [4].
O primeiro simpósio internacional aconteceu em 2009, em Bolonha [35]. Estenose venosa devido a anomalias de desenvolvimento foi estabelecida como a principal causa de CCSVI pela União Internacional de Flebologia [36], dos quais Zamboni é um membro [37]. Outras conferências internacionais foram realizadas em Glasgow, em outubro de 2010. [38] [39]

## Sociedade e Cultura
A hipótese tem gerado otimismo das pessoas com esclerose múltipla há mais opções de tratamento eficazes.

### Mídia
CCSVI tem recebido muita atenção em todas as mídias, literatura e internet. [9] As pessoas com EM freqüentemente leêm muito sobre a teoria CCSVI e seu desenvolvimento em sites de internet, [38] e uma busca por "processo de libertação" no Google cedeu em agosto de 2010, mais de 2,5 milhões de hits.[9]
Internet também tem sido usado para fazer propaganda comercial de lugares onde o implante de stent para CCSVI é executada [9].

### Social
Cobertura da mídia tem sido considerada por alguns como "hype", com afirmações exageradas que levaram às expectativas excessivas. [40] [5] Isto tem sido parcialmente atribuída a alguns dos mesmos pesquisadores da teoria. [5] A mídia social também foi acusado de criar uma divisão entre apoiantes CCSVI e aqueles que dizem que não funciona, enquanto um efeito positivo da cobertura da mídia pode ser importante que as forças do mundo da pesquisa médica a ser auto-crítico e dar respostas adequadas às questões que a globalização da teoria levanta, especialmente entre os doentes de esclerose múltipla [40].
Muitos pacientes que tiveram o procedimento cirúrgico mostraram suas melhorias em sites de mídia social como o YouTube. [38] Tais histórias são evidências anedóticas de eficácia. [38] Tem sido apontado que aqueles que tiveram um resultado positivo são mais propensos a pós o seu caso do que aqueles que tinham pouca ou nenhuma melhora, [38] e as melhorias relatadas em pacientes com a condição pode ser atribuída ao efeito placebo [40] [41] [42] dos pacientes razões para não publicar os resultados negativos podem incluir constrangimento sobre o dinheiro gasto no processo sem efeito, ou a reação negativa que eles esperam de outras pessoas com esclerose múltipla [40]. Cuidado tem sido recomendado aos pacientes quanto '-relatos encontrados na web. [38] [40] [41] [43]

## Financiamento da pesquisa no Canadá
Debate foi o financiamento de pesquisas sobre aquecidos CCSVI no Canadá [14].
Em 2009, o Multiple Sclerosis Society of Canada comprometida com o financiamento da investigação sobre a ligação entre CCSVI e MS, [44], embora mais tarde, em 2010, vem sofrendo críticas por se opor ensaios clínicos de terapia CCSVI. [45] A Sociedade de Esclerose Múltipla do Canadá, em setembro 2010 um milhão de dólares reservados para a pesquisa CCSVI "quando um ensaio terapêutico está garantido e aprovado." [46]
No plano político, houve posições contraditórias, com alguns ensaios províncias de financiamento, outros afirmando que desde que a terapia não está provada e que devem esperar, [47] [48] [49] e outros, incitando para uma experimentação pan-canadense [50]. O Instituto Canadense de Pesquisa em Saúde, órgão federal responsável pela investigação de financiamento de saúde, recomendou evitar o financiamento de um estudo pan-canadense de terapia de libertação ainda porque "Existe uma esmagadora falta de provas científicas sobre a segurança ea eficácia do procedimento, ou mesmo que não é uma relação entre as veias bloqueadas e MS. " Foi sugerido por um cientista do grupo de trabalho composto pelos principais pesquisadores de sete estudos MS Society patrocinado. [51] O ministro da Saúde aceitou a recomendação CIHR e disse que o Canadá não vai financiar um estudo clínico no momento. [52]
O debate foi ainda mais alimentada por um relatório na mídia de que um ex-pesquisador em Saskatchewan propôs a investigar a ligação entre o fluxo sanguíneo para o cérebro e MS em 1998. [53] [54]

## Direções de pesquisa
Há estudos em andamento com o objetivo de esclarecer se existe uma relação entre o MS e CCSVI usando métodos semelhantes aos do estudo inicial Zamboni. Um grande estudo em curso no Centro de Análise de neuroimagem Buffalo teve resultados preliminares parcialmente conflituosa com os de Zamboni: enquanto 62% dos pacientes com esclerose múltipla tinham CCSVI isso também acontece para 26% dos controles sadios e 45% dos participantes com outras doenças neurológicas [26.] [9] Os EUA e as sociedades canadense MS lançaram sete estudos com o objetivo de esclarecer a relação entre MS e CCSVI [9]. CIRSE A pesquisa indicou que o tratamento deve começar por um pequeno, controlado por placebo, estudo prospectivo e randomizado, que deve ser monitorado por uma organização independente [29] como medicina baseada em evidências
Há uma necessidade primordial para as provas científicas credíveis que nos permitirá abordar estas questões. Em primeiro lugar, devemos incentivar as experiências por meio de estudos tanto não-invasivos. E invasivos pela especificidade maior (venografia) para testar se a relação CCSVI-MS realmente existe. No momento atual, as provas do conceito de Zamboni e uma associação entre CCSVI e MS são limitados pelos resultados iniciais Zamboni de si mesmo. Na verdade, a maioria das provas adicionais, incluindo o trabalho de al Doepp e Sundstrom et et al, citados nesta revisão, na verdade não conseguiram reproduzir os resultados de Zamboni e colegas por usar apenas exames não invasivos. Além disso, os resultados preliminares da Zivadinov et al também não são muito convincentes. Além disso, o pedido inicial por Zamboni et al, que havia desenvolvido um teste perfeito para CCSVI-MS levanta dúvidas sobre a credibilidade das suas provas. Por estar envolvidos vários interesses, inclusive comerciais de medicações necessita ampliar os estudos. Estudos com série grande de pacientes na Universidade de Buffalo (USA) serão publicados no segundo bimestre de 2011 e sáo aguardados com ansiedade pelos pacientes com MS nos USA, Canadá e UK. Medicina Baseada em Evidências (MBE) tornou-se uma abordagem popular para a tomada de decisão médica e está cada vez mais parte da graduação e pós-graduação médica. Conseqüentemente, poucos ou nenhuns testes em medicina têm 100% de sensibilidade e especificidade de 100%. Infelizmente os pacientes com a esclerose múltipla não podem esperar as conclusões de estudos a longo prazo. Por ser procedimento de baixo risco, os pacientes com esclerose múltipla deveriam, no mínimo ser submetidos ao estudo angiográfico (flebografia por cateter) para excluir estenoses.[47] Veja também
- Insuficiência venosa crônica
- Fisiopatologia da esclerose múltipla
- A mielopatia vascular
- Síndrome de Susac